# Pic vigoureux
Chrysocolaptes validus
Pour les articles homonymes, voir vigoureux.
Espèce
Statut de conservation UICN

 LC  : Préoccupation mineure
Le Pic vigoureux (Chrysocolaptes validus) est une espèce d'oiseau de la famille des Picidae.

## Répartition

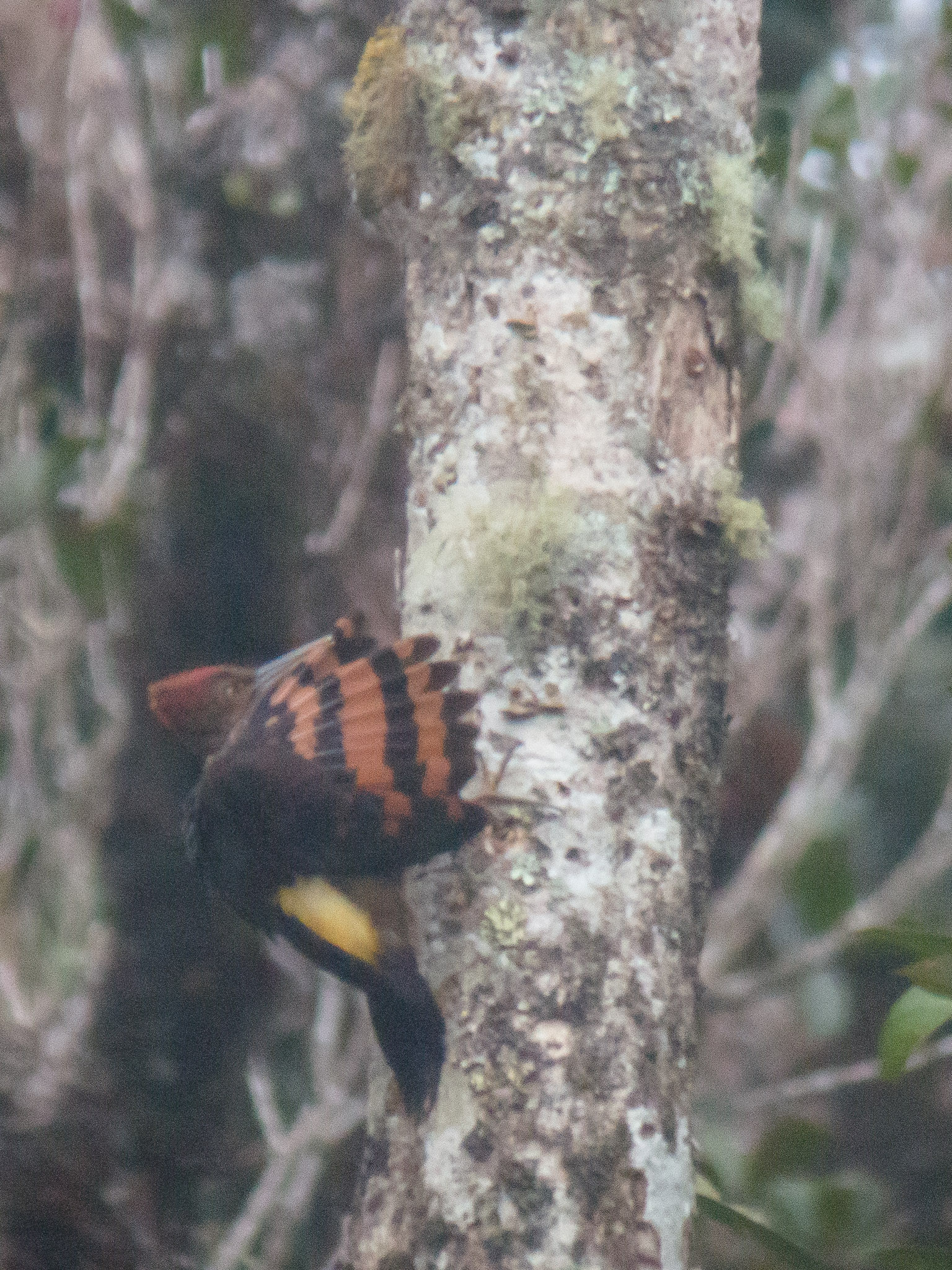
Pic vigoureux en fin de vol

Son aire s'étend à travers le sud de la péninsule Malaise et l'ouest de l'Indonésie.

## Sous-espèces
Cet oiseau est représenté par deux sous-espèces :
- C. validus xanthopygius Finsch, 1905 — péninsule Malaise, Sumatra, îles Riau, Bangka, îles Natuna et Bornéo ;
- C. validus validus (Temminck, 1825) — Java.